# Ismail Diakhité
Ismail Diakhité (Nuakchot, Mauritania, 13 de diciembre de 1991) es un futbolistas de Mauritania que juega en la posición de delantero y que milita en el CS Sfaxien de Túnez.

## Carrera

### Club
| Periodo   | Nombre        |
| --------- | ------------- |
| 2007–2013 | ASAC Concorde |
| 2013–2015 | CS Hammam-Lif |
| 2015–2016 | Al-Fayha FC   |
| 2016      | → Al-Nahda    |
| 2016–2017 | AS Marsa      |
| 2017      | Al-Khaleej FC |
| 2017      | IR Tanger     |
| 2018      | ASAC Concorde |
| 2018–2020 | US Tataouine  |
| 2020–2021 | Al-Shamal SC  |
| 2021–     | CS Sfaxien    |

### Selección nacional
Jugó para Mauritania por primera vez en 2008, anotando su primer gol el 27 de febrero de 2013 en la victoria por 2-0 ante Gambia en un partido amistoso jugado en Bakau. Anotó el gol con el que Mauritania venció a Burkina Faso en la clasificación para la Copa Africana de Naciones de 2019 para clasificar a su selección nacional por primera vez a la Copa Africana de Naciones.
Actualmente es el jugador con más participaciones con la selección nacional.

## Logros
- Liga mauritana de fútbol: 1

2008
- Copa de Mauritania: 1

2009
- Copa de la Liga Nacional: 1

2011
- Supercopa de Mauritania: 1

2012
- Segunda División de Catar: 1

2020/21